# Сельджукская бригада
Сельджукская бригада (тур. Selçuklular Tugayı; араб. لواء السلاجقة‎) — отстаивающая права сирийских туркмен повстанческая группа, участвующая в гражданской войне в Сирии. Названа в честь тюркской династии, правившей с XI по XIV век в ряде стран Ближнего Востока.

## История
Сельджукская бригада была основана в 2013 году в северной провинции Алеппо под руководством полковника Талала Сило. Изначально она входила в состав «Бригады Сулеймана-шаха» и базировалась в туркменской деревне Эр-Раи. Однако в январе 2014 года этот населённый пункт захватили боевики ИГИЛ, что вынудило бригаду сменить дислокацию. Турция снабжала Сельджукскую бригаду оружием, но после падения Эр-Раи её поддержка сократилась, так как Анкара сделала ставку на другую группировку — «бригаду Фатиха Султана Мехмеда».
В августе 2015 года бригада вошла в Армию революционеров, а затем, в октябре того же года, стала частью Сирийских демократических сил (SDF). Талал Сило лично присутствовал при объявлении о создании SDF и принимал участие в операциях против ИГИЛ, в частности, в наступлении на Аль-Хол. Однако в ноябре 2017 года он перешёл на сторону протурецких сил, что вызвало раскол в рядах его бывших соратников.
В отличие от других сирийских туркменских группировок, Сельджукская бригада сохраняла союз с курдскими бойцами YPG и даже осудила турецкое военное вмешательство в Сирию в августе 2016 года. Это отличие от других повстанческих групп сделало её объектом нападок со стороны турецких союзников.
10 сентября 2016 года один из командиров бригады, Хани аль-Мулла, был найден мёртвым в городе Тель-Абьяд. Некоторые источники утверждали, что это было самоубийство, однако другие подозревали, что в убийстве могли быть замешаны либо протурецкие повстанцы, либо боевики ИГИЛ. В результате произошедшего в Тель-Абьяде был введён комендантский час.